# Patna
Patna (hindi nyelven: पटना) város India északkeleti részén, Bihár szövetségi állam fővárosa. Kalkutta városától kb. 460 km-re ÉNy-ra, a Gangesz folyó déli partján fekszik. A városnak 2011-ben 1 683 000, az agglomerációnak 2 046 000 lakosa volt.
Mezőgazdasági termékek kereskedelmi központja (rizs, kukorica, cukornád, szezám). Sok tudományos intézet működik a városban, köztük egy könyvtár, ritka perzsa és arab kéziratokkal, hindu és mogul korabeli festményekkel. 
A mai város a folyó melletti Pataliputra, a Kr. e. 5–3. századi hindu és buddhista birodalom fővárosa alatt fekszik. 

## Fordítás
Ez a szócikk részben vagy egészben  a   Patna című angol Wikipédia-szócikk fordításán alapul.  Az eredeti cikk szerkesztőit annak laptörténete sorolja fel. Ez a jelzés csupán a megfogalmazás eredetét és a szerzői jogokat jelzi, nem szolgál a cikkben szereplő információk forrásmegjelöléseként.